# Madison Square Garden
Madison Square Garden (zkráceně: MSG) je multifunkční velkokapacitní hala na 7. avenue v centru Manhattanu v New Yorku, ve které se pořádá přibližně 320 akcí ročně. Současná hala je čtvrtá v pořadí. První dvě stály na rohu 26. ulice a Madison Avenue a třetí byla na 50. ulici. V současnosti je plánována výstavba páté haly na rohu 33. ulice a 9. avenue. Je pojmenovaná po Jamesi Madisonovi, čtvrtém prezidentu Spojených států amerických.

## Využití haly

### Hlediště
Hlediště má šest úrovní, jež byly původně odlišeny barvami: červenou, oranžovou, žlutou, hnědou a modrou. Fanoušci týmu New York Rangers si tak oblíbili modré sedačky, že byli ochotni si je bránit za každou cenu a nechtěli tam pustit nikoho z konkurenčních týmů. Převážně rivalů z klubů New York Islanders, New Jersey Devils nebo Philadelphia Flyers. Proto se od tohoto barevného rozlišení upustilo. Dnes nejhorlivější fanoušci sedávají v bloku 400. V roce 2001 byly zavedeny při zápasech Rangers a Islanders oddělené sektory pro fanoušky.

### Sport
V MSG mají zázemí hokejový klub New York Rangers, basketbalový klub New York Knicks. Dále se zde hraje ženská basketbalová WNBA, univerzitní basketbalová liga, koná se tu pravidelně draft NHL. Konají se tu krasobruslařské exhibice Champions on Ice i halový mítink Millrose Games.
Příležitostně se tu hrají All Stars zápasy NHL, NBA a WNBA, byl tu i světový pohár v ledním hokeji a až do konce 90. let každoročně tenisový Turnaj Mistryň. V aréně se pravidelně konají zápasy boxerů a zápasy wrestlingu. Získal zde titul mistra světa v boxu i legendární Muhammad Ali, hala byla tehdy nazývána Mekkou boxu.
V roce 2016 hala hostila Mistrovství světa v League of Legends (Worlds 2016):
Vítěz – SKT T1 (Jižní Korea)

### Politika
V MSG se konávají významné politické akce :
- V roce 1939 se zde konalo shromáždění German-American Bund
- V roce 1962 zde slavil své 45. narozeniny prezident John F. Kennedy a Marilyn Monroe mu tehdy zpívala Happy birthday, Mr. President.
- V roce 2004 se zde konal republikánský volební kongres.

### Hudba
V MSG se konaly památné koncerty a vystoupení (např. Bob Marley, Led Zeppelin, Linkin Park, Frank Sinatra, Elton John, Elvis Presley, Rolling Stones, Madonna. John Lennon, Michael Jackson, Taylor Swift, Eminem, Justin Bieber, Ed Sheeran, Rammstein, Twenty One Pilots). John Lennon pořádal v MSG svůj poslední koncert, než na něj byl spáchán atentát. V roce 2007 v hale oslavil své 60. narozeniny a také 60. vyprodaný koncert v MSG Elton John.

## Památné momenty
- 1879 – bylo v původní hale otevřeno první umělé americké kluziště
- 1902 – hrál se v MSG poprvé profesionální zápas v americkém fotbale pod střechou
- 1940 – je z MSG vysílán první televizní přenos v historii z basketbalu, ze zápasu Fordham University proti University of Pittsburgh
- 1985 – asociace profesionálního wrestlingu uvedla v MSG svoji legendární WrestleManii
- 1994 – po 54 letech vyhrál New York Rangers v MSG Stanley Cup
- 1997 – debut profesionální basketbalové ligy žen WNBA v MSG – při zápase New York Liberty